# سيسيل ديدييه
سيسيل ديدييه (بالفرنسية: Cécile Didier)‏ هي ممثلة فرنسية، ولدت في 19 يناير 1888 في Château-du-Loir ‏ في فرنسا، وتوفيت في 20 يوليو 1975 في Montoire-sur-le-Loir ‏ في فرنسا.

## وصلات خارجية
- سيسيل ديدييه على موقع IMDb (الإنجليزية)
- سيسيل ديدييه على موقع ألو سيني (الفرنسية)
- سيسيل ديدييه على موقع ميوزك برينز (الإنجليزية)
- سيسيل ديدييه على موقع أول موفي (الإنجليزية)
- سيسيل ديدييه على موقع قاعدة بيانات الأفلام السويدية (السويدية)
- سيسيل ديدييه على موقع قاعدة بيانات الفيلم (الإنجليزية)
- سيسيل ديدييه على موقع كينوبويسك (الروسية)